# Estádio Víctor Agustín Ugarte
O Estádio Víctor Agustín Ugarte, também conhecido como Estádio Mario Mercado Vaca Guzmán, é um estádio de futebol boliviano localizado em Potosí. Tem capacidade para 35.000 espectadores e é a casa do Real Potosí.
Localizado a 3.960 metros acima do nível do mar, ele figura na 3.ª posição entre os estádios de futebol de maior altitude do mundo. Por conta disso, tem suscitado inúmeras polêmicas no universo do futebol, pois a condição geográfica prejudica a absorção de oxigênio no corpo de futebolistas que não estejam devidamente climatizados ao ar rarefeito, gerando assim considerável vantagem aos atletas que habitam o local.